# Vaux-en-Pré
Vaux-en-Pré település Franciaországban, Saône-et-Loire megyében. Lakosainak száma 77 fő (2022. január 1.). Vaux-en-Pré Genouilly, Burnand, Saint-Clément-sur-Guye, Saint-Martin-du-Tartre és Saint-Maurice-des-Champs községekkel határos.

## Népesség
A település népessége az elmúlt években az alábbi módon változott:
| Lakosok száma | 93   | 87   | 84   | 79   | 77   | 74   | 72   | 74   | 77   |
|               | 2013 | 2015 | 2016 | 2017 | 2018 | 2019 | 2020 | 2021 | 2022 |